# Ян Мин Хай Юнь
Ян Мин Хай Юнь (кит. трад. 陽明海運, пиньинь Yáng Míng Hǎi Yǜn, палл. Ян Мин Хай Юнь, буквально: «морское судоходство Янмин») — одна из ведущих компаний в мире, которая осуществляет морские контейнерные перевозки. Тайваньская транспортная судоходная компания.
Компания основана 28 декабря 1972 года, но имеет более давнюю историю через компанию China Merchants' Steam Navigation Company — первую современную транспортную компанию Китая, не привлекавшую иностранного капитала и основанную в 1872 году премьер-министром Китая Ли Хунчжаном — поскольку последняя была поглощена Ян Мин Хай Юнь в 1995 году.
По состоянию на 2010 год Ян Мин Хай Юнь — вторая крупнейшая судоходная компания Тайваня после Evergreen Marine Corporation и занимает в мировом рейтинге середину второй десятки по объемам перевозки контейнеров.
В 2012 году, согласно рейтингу аналитической компании SeaIntel Maritime Analysis, компания Ян Мин Хай Юнь признана третьей в мире среди тех компаний, осуществляющих морские контейнерные перевозки, кто наиболее оперативно всего совершает морские перевозки грузов: 87 % судов компании прибывают вовремя.

## Флот
По состоянию на середину 2012 года компания оперировала 84 судами, среди которых преобладали контейнерные, общим дедвейтом 4,2 млн тонн и вместимостью 346 тыс. TEU.
Среди судов компании есть супербалкеры, супертанкеры, рудовозы, но большая часть флота представлена контейнеровозами, в основном судами вместимостью 3 тыс., 5,5 тыс. и 8 тыс. TEU.

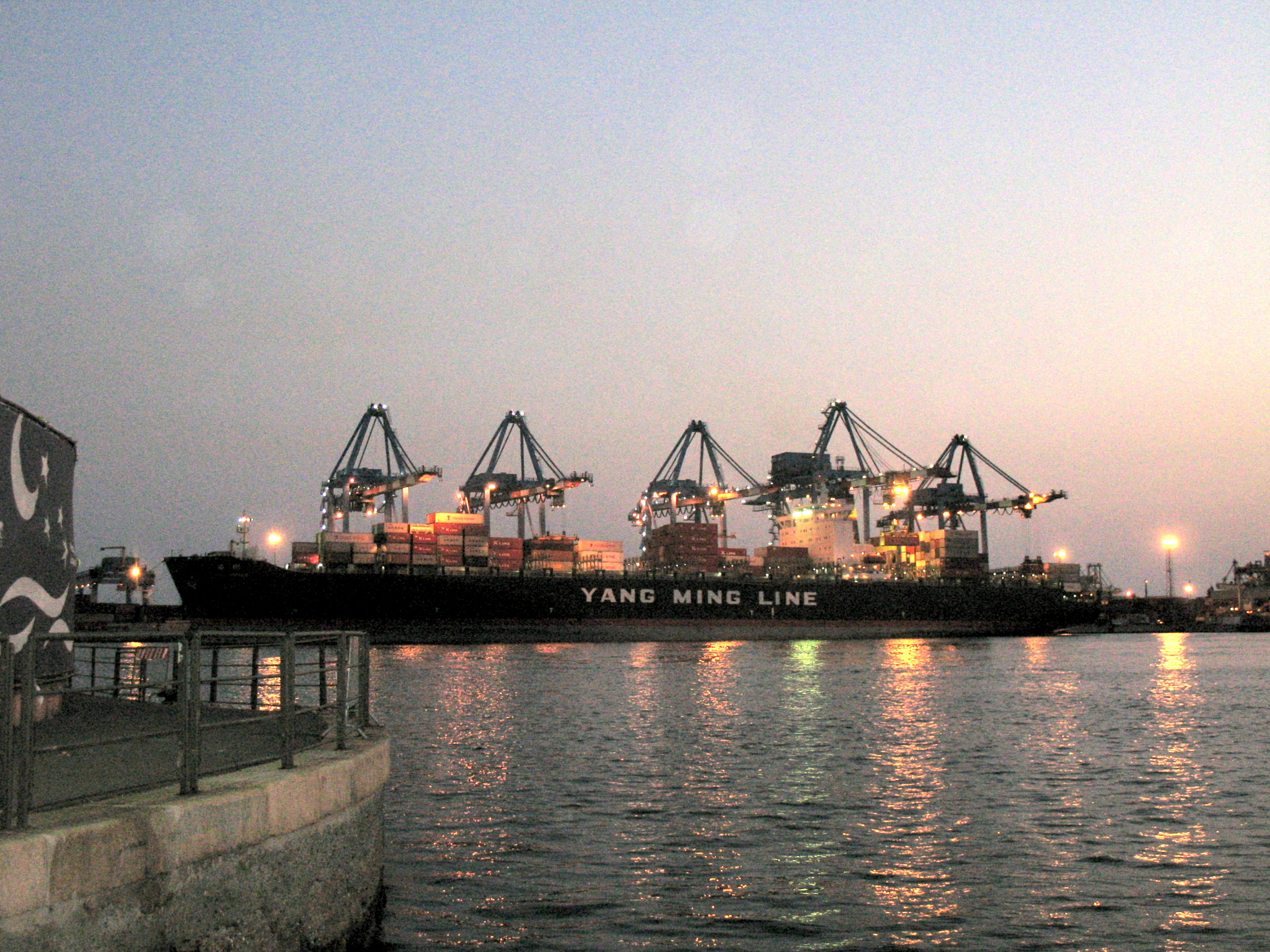
Контейнеровоз Ян Мин Хай Юнь в Генуе
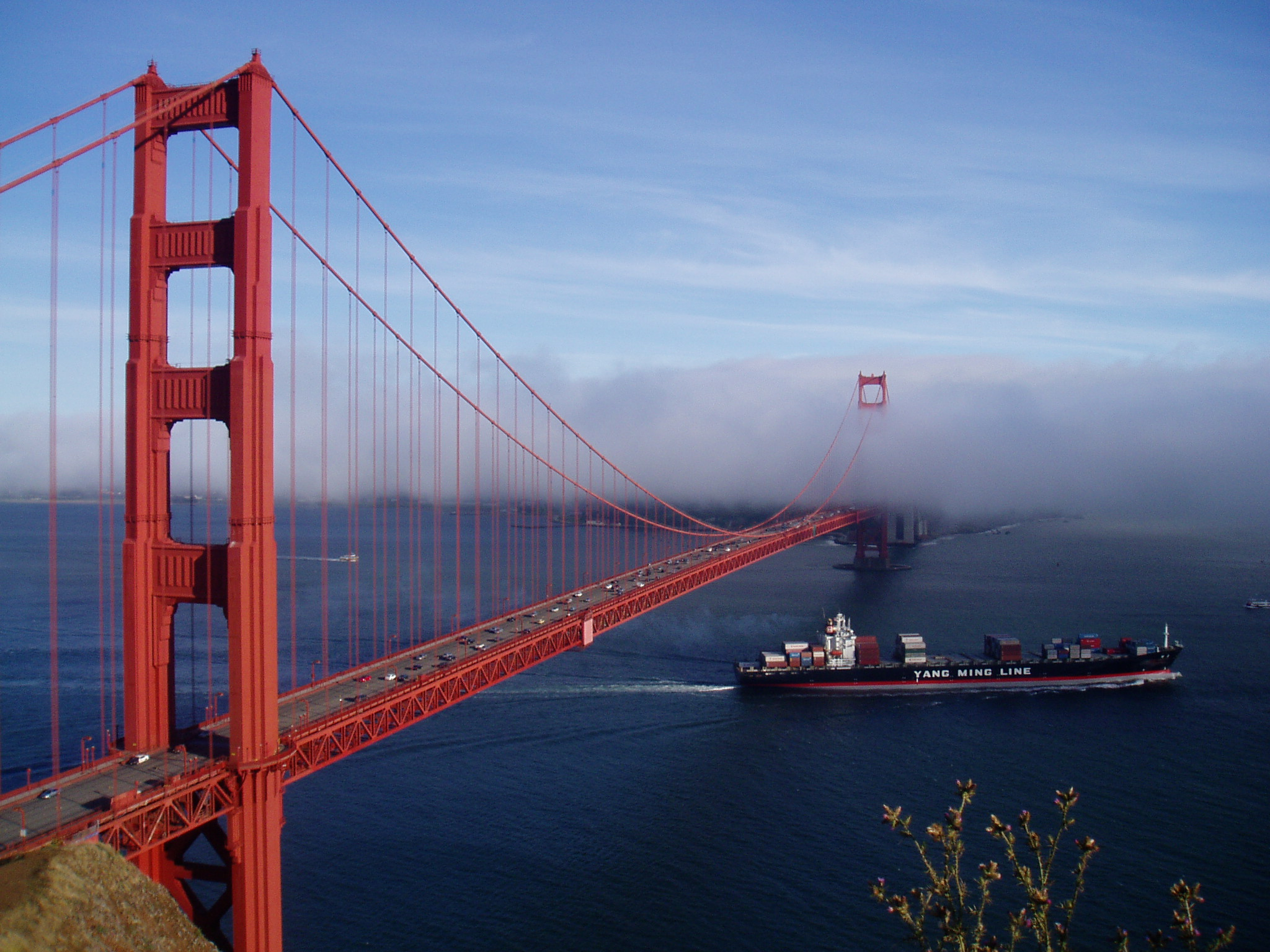
Контейнеровоз Ян Мин Хай Юнь проходит под мостом Золотые Ворота
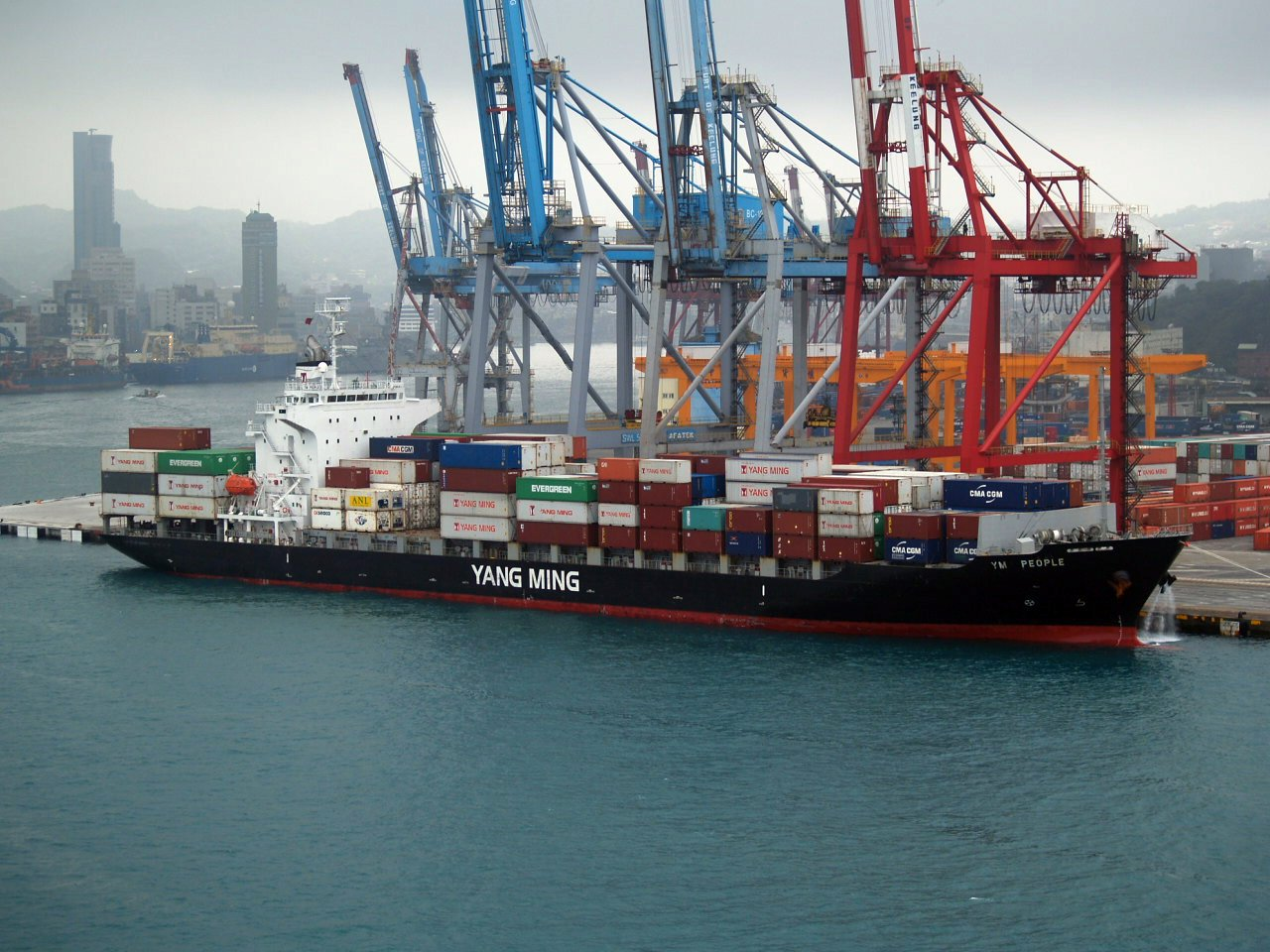
Судно «Ym People»
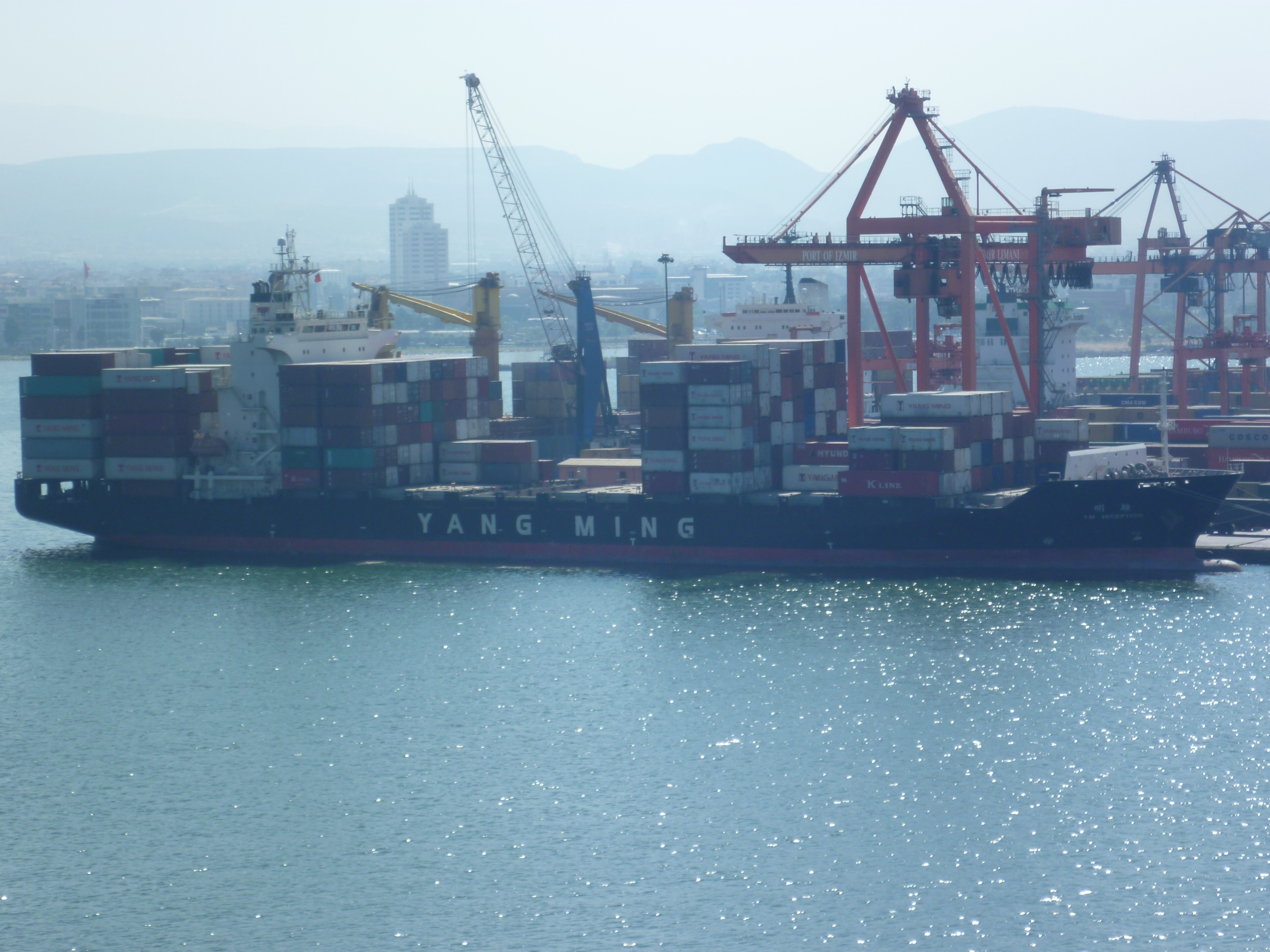
Судно «YM Inception»

## Терминалы

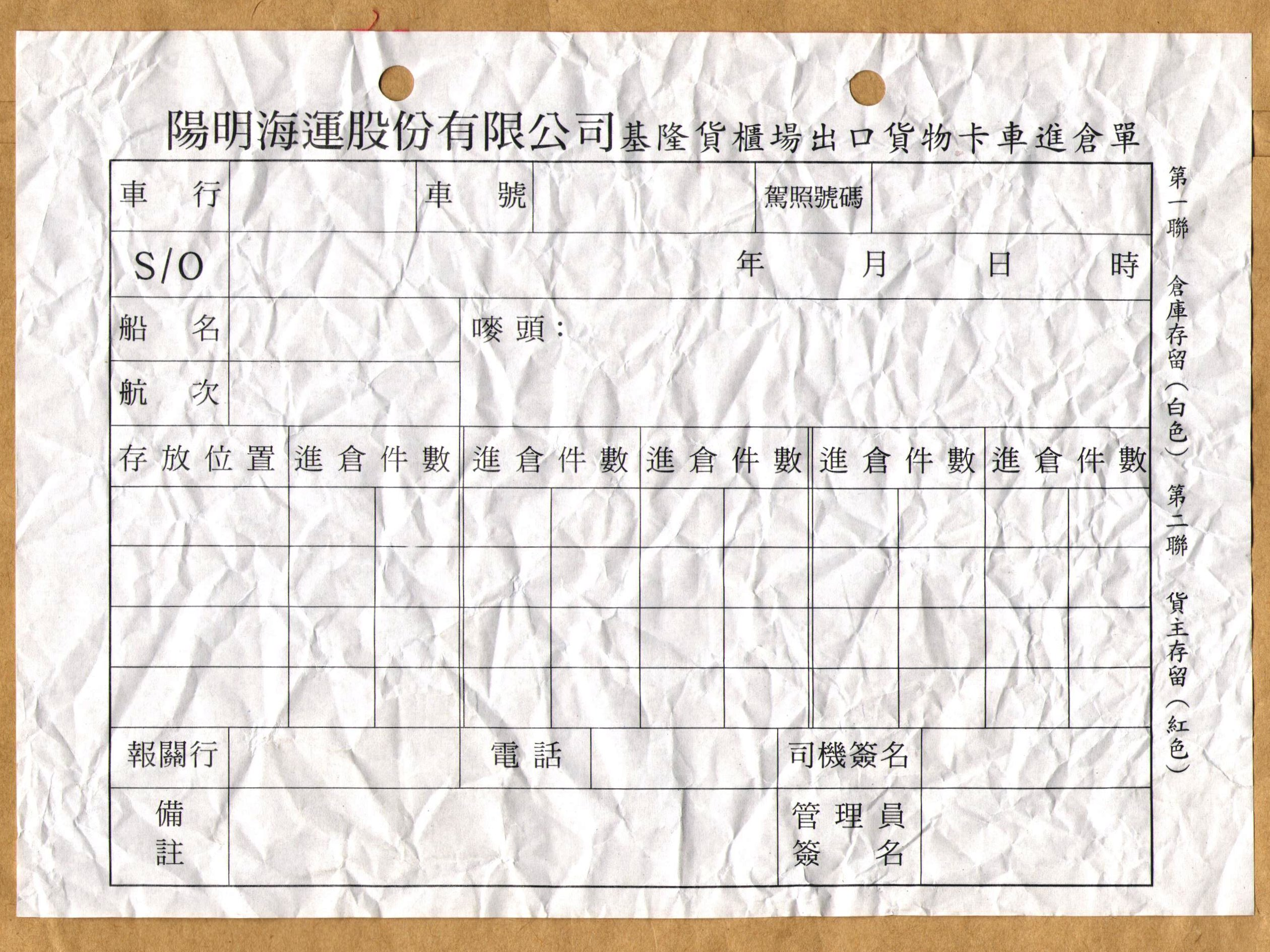
Квитанция, использованная при работе компании Ян Мин Хай Юнь в порту Цзилуна

Ян Мин Хай Юнь инвестировала средства на развитие терминалов в Цзилуне, Гаосюне и Тайбэй в Тайване, Лос-Анджелесе и Такоме в США, Антверпене в Бельгии и Роттердаме в Голландии.

## Прочее

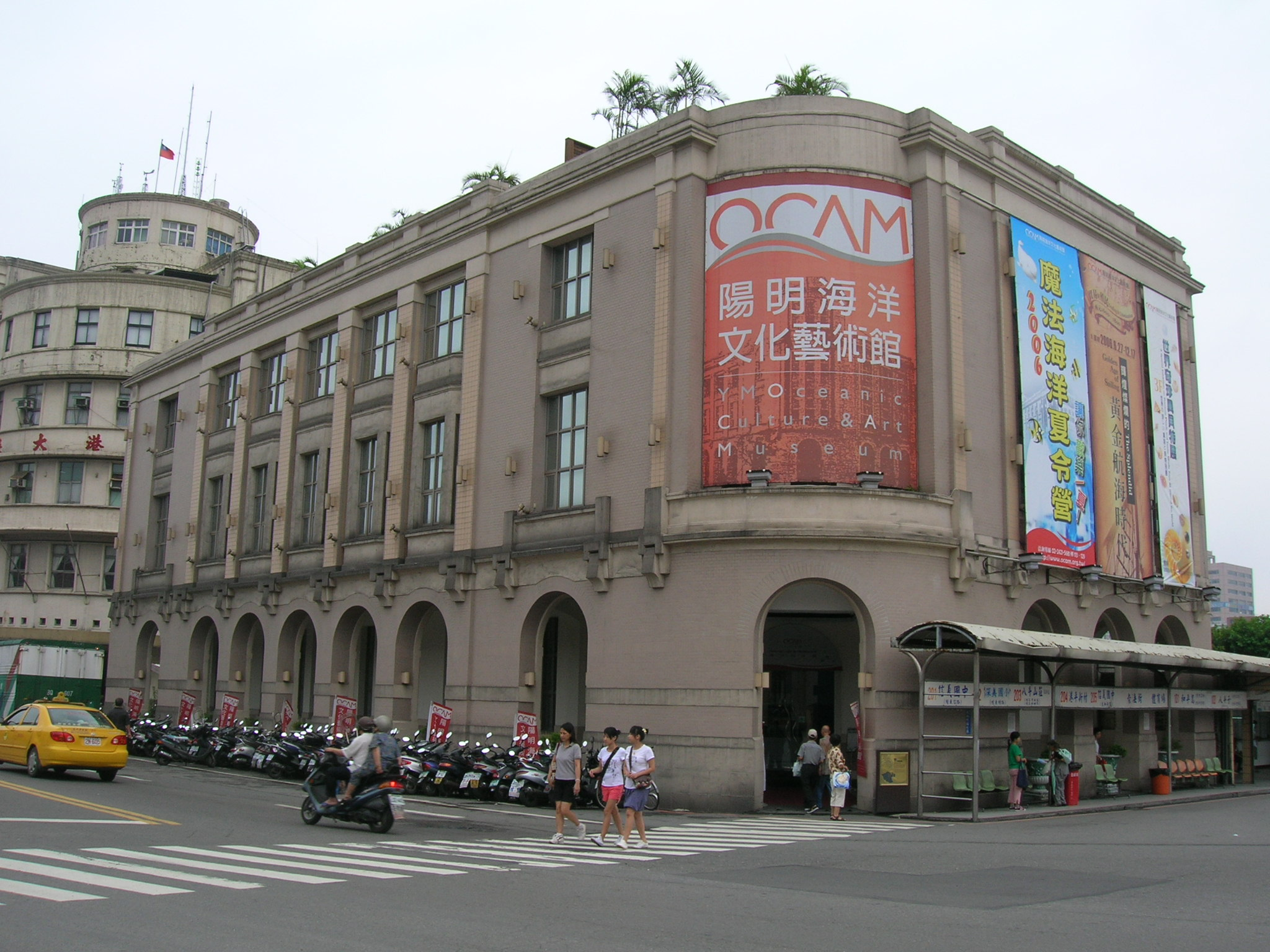
Музей YM Oceanic Culture & Art Museum, Цзилун

В 2004 году компания основала музей YM Oceanic Culture & Art Museum, который находится возле порта Цзилун, а в 2007 году музей YM Kaohsiung Museum of Marine Exploration возле порта Гаосюн.
Начиная с 2006 года Культурный фонд Ян Мин — Yang Ming Cultural Foundation (YMCF) раз в два года проводит Международный конкурс детского рисунка.